# Волкова (Рязанская область)
Волкова — посёлок в Кораблинском районе Рязанской области. Входит в состав Бобровинского сельского поселения.
По данным переписи 2010 года в посёлке учтено 23 постоянных жителя.
Версия о связи названия селения с фамилией землевладельца Волкова не находит подтверждения. На карте Кораблинской волости (по данным на 1 октября 1926 года) селения с таким названием нет. По рассказам старожилов п. Волкова и близлежащей д. Муратовки, посёлок назван по фамилии одного из бывших руководителей Ряжского уезда Волкова. После событий 1917 года он громил помещичьи усадьбы. В конце 20-х годов Волков разобрал имение Кисловских и построил на месте сегодняшнего поселка несколько домов, в том числе и для себя. Разрушающийся дом Волкова стоит до сих пор. В нём никто не живёт.

## Население
| 2010 |
| ---- |
| 14   |